# Andre Carter
Pour les articles homonymes, voir Carter.
(en) Statistiques sur pro-football-reference
Rubin Andre Carter (né le 12 mai 1979 à Denver au Colorado) est un joueur de football américain évoluant au poste de defensive end ainsi que linebacker, qui a joué dans la National Football League (NFL).
Au niveau universitaire, il a joué pour l'université de Californie à Berkeley, et est unanimement déclaré All-American en 2000. Les 49ers de San Francisco le sélectionnent en septième position lors de la draft 2001 de la NFL. Il a également joué pour les Redskins de Washington, les Patriots de la Nouvelle-Angleterre et les Raiders d'Oakland. Il est actuellement entraîneur pour les Dolphins de Miami.

## Biographie

### Jeunesse
Carter est né à Denver dans le Colorado. Il fréquente l'Oak Grove High School à San Jose, en Californie. En tant que senior, il est sélectionné pour l'équipe All-American du lycée par USA Today, qui regroupe les meilleurs joueurs lycéens du pays, ainsi que joueur de l'année Gatorade Californie[Quoi ?]. Il est également considéré comme le meilleur joueur de ligne défensive et une high school All-America sélection par Parade magazine[Quoi ?].

### Carrière universitaire
Carter fréquente l'Université de Californie à Berkeley et joue pour l'équipe universitaire, les Golden Bears de 1997 à 2000. Au cours de sa troisième et quatrième année, il fait partie de la première équipe All-Pac-10. En tant que senior en 2000, il remporte le Trophée Morris, décerné par la Pac-10 au meilleur joueur de ligne défensive. Il est aussi reconnu par une décision unanime membre de la première équipe All-American. En plus d'être sélectionnée comme le MVP des Golden Bears, Carter est également finaliste pour le trophée Bronko-Nagurski remis au meilleur joueur défensif national.

### Carrière professionnelle

#### 49ers de San Francisco
Carter est sélectionné par les 49ers de San Francisco au premier tour de la draft 2001 de la NFL en septième position. Puisque l'entraîneur principal des 49ers, Mike Nolan, utilise une défense 3-4, Carter est déplacé au poste de outside linebacker. En jouant pour les 49ers durant cinq saisons, il réalise 154 plaquages en solo, 32 sacks et 12 déviations de passes en 69 matchs.

#### Redskins de Washington

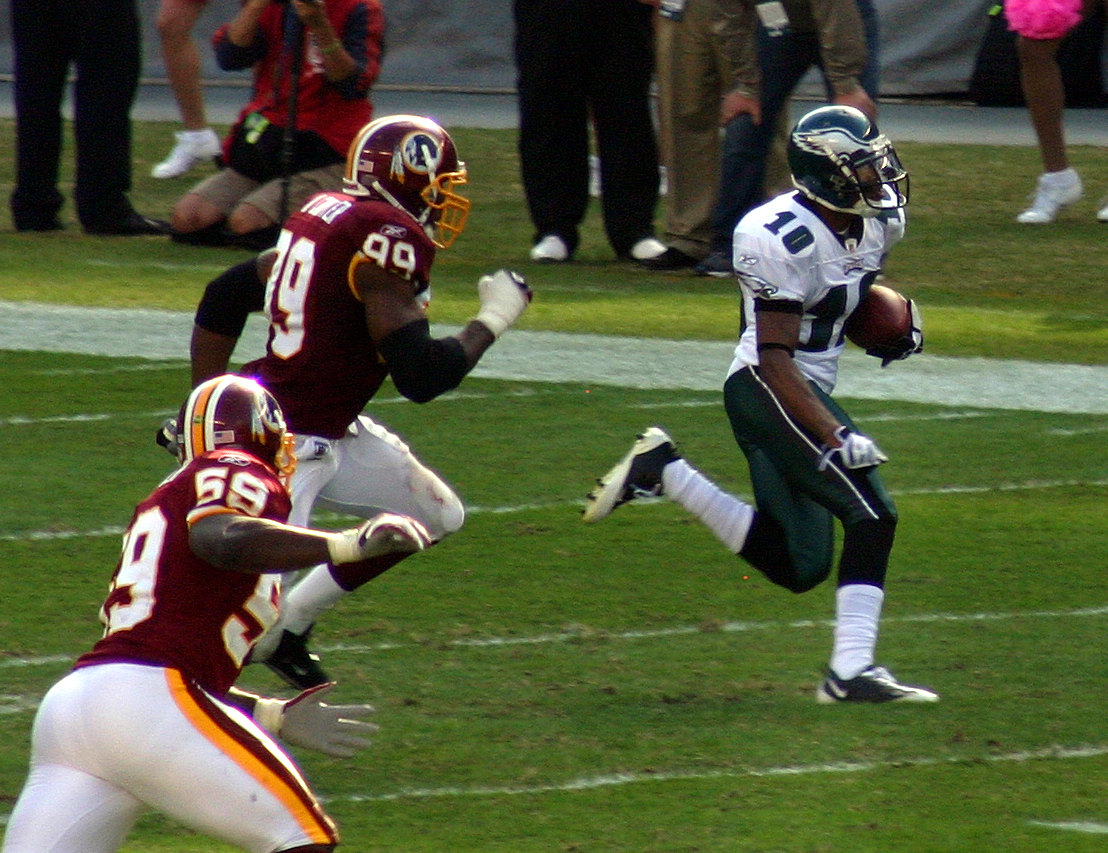
Carter (99, en rouge) pourchassant DeSean Jackson (10, en blanc) contre les Eagles de Philadelphie en 2008.

Le 14 mars 2006, Carter signe un contrat de six ans pour 30 millions de dollars avec les Redskins de Washington comme agent libre sans restriction. Les Redskins déplacent Carter comme defensive end, sa position naturelle. Durant sa première année avec les Redskins, il a un total de 56 plaquages et six sacks. Il montre une grande amélioration en 2007, avec 55 plaquages, 10,5 sacks et 4 fumbles forcés. Il marque aussi un safety (2 points) lors de la victoire 34-3 sur les Lions de Détroit. La meilleure saison de Carter en tant que joueur des Redskins vient en 2009 lorsqu'il totalise 11 sacks. Cependant, en 2010, les Redskins engagent un nouvel entraîneur, Mike Shanahan, qui change leur défense 4-3 pour une défense 3-4, et qui exige que Carter joue en tant que linebacker comme durant ses années avec les 49ers. Il est libéré par les Redskins le 1er mars 2011.

#### Les Patriots et les Raiders
Carter a annoncé sur son compte Twitter le 7 août 2011 qu'il jouera pour les Patriots de la Nouvelle-Angleterre. Cela est confirmé plus tard par les informateurs Ian Rapoport du Boston Herald et Michael Lombardi de la NFL Network. Selon Rapoport, Carter signe un contrat d'un an avec un salaire de base de 1,75 million de dollars. Il reçoit également une prime de 500 000 dollars à la signature et la possibilité de gagner 500 000 de plus en primes, donnant au contrat une valeur de 2,75 millions de dollars. Le 13 novembre 2011, Carter joue le match de sa carrière contre les Jets de New York, enregistrant quatre sacks, égalant ainsi le record d'équipe sur le nombre de sacks en un seul match. Le 18 décembre 2011, pendant un match contre les Broncos de Denver, Carter se déchire le tendon du quadriceps gauche et rate le reste de la saison régulière 2011 ainsi que les séries éliminatoires après avoir subi une chirurgie. En dépit d'être blessé, Carter est l'un des huit joueurs des Patriots honorés par une sélection au Pro Bowl 2012.
Le 26 septembre 2012, les Raiders d'Oakland annoncent la signature de Carter,. Le 9 avril 2013, Carter re-signe avec les Raiders pour un an, mais est libéré le 31 août,.
Carter retourne avec les Patriots le 22 octobre 2013 pour ajouter une présence vétérane à la brigade défensive qui a perdu Vince Wilfork et Jerod Mayo sur blessures jusqu'à la fin de la saison.

### Après-carriere
En août 2015, il revient en Californie comme étudiant de premier cycle assistant, Le 10 février 2017, Carter est embauché par les Dolphins de Miami comme assistant entraîneur de la ligne défensive.

### Vie personnelle
Carter est le fils de Rubin Carter, qui a joué comme defensive tackle pour les Broncos de Denver. Il a une femme, Bethany, et deux enfants : sa belle-fille, Aysha, né en 1993, et un fils, Quincy, né en 2007. Son prénom lui a été donné par son père qui l'a nommé d'après son ami et coéquipier Andre Townsend.

## Statistiques NFL
| DEFENSIVE | DEFENSIVE            | DEFENSIVE | DEFENSIVE | DEFENSIVE | DEFENSIVE | DEFENSIVE | DEFENSIVE | DEFENSIVE      |
|           |                      |           | Tackles   | Tackles   | Tackles   |           |           | Interceptions  |
| --------- | -------------------- | --------- | --------- | --------- | --------- | --------- | --------- | -------------- |
| Année     | Équipe               | MJ        | Comb      | Solo      | Ast       | Sack      | Safety    | Passes Déviées |
| 2013      | New England Patriots | 9         | 4         | 3         | 1         | 2.0       | --        | 2              |
|           |                      |           |           |           |           |           |           |                |
| 2012      | Oakland Raiders      | 12        | 19        | 13        | 6         | 2.5       | --        | 0              |
|           |                      |           |           |           |           |           |           |                |
| 2011      | New England Patriots | 14        | 52        | 31        | 21        | 10.0      | --        | 1              |
|           |                      |           |           |           |           |           |           |                |
| 2010      | Washington Redskins  | 16        | 44        | 25        | 19        | 2.5       | --        | 1              |
|           |                      |           |           |           |           |           |           |                |
| 2009      | Washington Redskins  | 16        | 62        | 48        | 14        | 11.0      | --        | 4              |
|           |                      |           |           |           |           |           |           |                |
| 2008      | Washington Redskins  | 16        | 37        | 23        | 14        | 4.0       | --        | 1              |
|           |                      |           |           |           |           |           |           |                |
| 2007      | Washington Redskins  | 16        | 55        | 43        | 12        | 10.5      | 1         | 2              |
|           |                      |           |           |           |           |           |           |                |
| 2006      | Washington Redskins  | 16        | 56        | 47        | 9         | 6.0       | --        | 2              |
|           |                      |           |           |           |           |           |           |                |
| 2005      | San Francisco 49ers  | 16        | 44        | 35        | 9         | 4.5       | --        | 2              |
|           |                      |           |           |           |           |           |           |                |
| 2004      | San Francisco 49ers  | 7         | 10        | 8         | 2         | 2.0       | --        | 1              |
|           |                      |           |           |           |           |           |           |                |
| 2003      | San Francisco 49ers  | 15        | 34        | 27        | 7         | 6.5       | --        | 3              |
|           |                      |           |           |           |           |           |           |                |
| 2002      | San Francisco 49ers  | 16        | 54        | 45        | 9         | 12.5      | --        | 4              |
|           |                      |           |           |           |           |           |           |                |
| 2001      | San Francisco 49ers  | 15        | 46        | 39        | 7         | 6.5       | --        | 2              |
|           |                      |           |           |           |           |           |           |                |
| TOTAL     | TOTAL                | 184       | 517       | 387       | 130       | 80.5      | 1         | 25             |